# رحمه حسن
رحمه حسن (عربی: رحمة حسن؛ زادهٔ ۱۵ دسامبر ۱۹۸۷) هنرپیشه اهل مصر است.
او فعالیت حرفه‌ای خود را به عنوان مدل در موزیک‌ویدئوها آغاز کرد.